# کاتسویا کوبایاشی
کاتسویا کوبایاشی (انگلیسی: Katsuya Kobayashi؛ زادهٔ ۱۰ دسامبر ۱۹۸۱) بازیگر اهل ژاپن است.
از فیلم‌هایی که وی در آن نقش داشته‌است، می‌توان به گذرگاه شیطان اشاره کرد.